# Вестмінстерський університет
Вестмінстерський університет (англ. University of Westminster, скор. UW London, до 1992 — Політехнічний Інститут Центрального Лондона) — один з найстаріших університетів Великої Британії, розташований в центрі Лондона. Заснований 1838 року як Королівський Політехнічний Інститут. 1992 року згідно з Актами додаткової та вищої освіти отримав статус університету.
В університеті навчається понад 22 тисяч студентів з 132 країн. Британська газета «The Guardian» поставила Університет Вестмінстера на 55 місце серед 122 університетів країни.
При університеті створена Лондонська Дипломатична Академія, де можна одержати вчений ступінь магістра з міжнародної політики і дипломатії. За участю Університету Вестмінстера в 2002 році створено Міжнародний Вестмінстерський Університет в Ташкенті.
В університеті діє також Студентський союз, що надає широкий спектр послуг для студентів.

## Історія
За свою історію Університет Вестмінстера мав чотири різних назви:
- Королівський Політехнічний Іністітут (1838—1881)
- Політехнікум Ріджент Стріт (1881—1970)
- Політехнікум Центрального Лондона — скор. «PCL» (1970—1992)
- Університет Вестмінстера (з 1992 по теперішній час)

### 1838—1881
Політехнічний Інститут відкрився в Лондоні на Ріджент-стріт, 309 6 серпня 1838 року під керівництвом видатного вченого, авіаінженера сера Джорджа Кейлі. Головним завданням навчального закладу було продемонструвати громадськості нові технології та винаходи. Інститут грав важливу роль в популяризації науки і техніки. Він став головною визначною пам'яткою в Лондоні Вікторіанської епохи.

### 1839
Політехнікум став першою установою в Лондоні, яка продемонструвала нову науку — фотографію. Перша в Європі фотостудія відкрилася тут 1841 року, а розташовувалася вона на даху будівлі.

### 1841
Перейменований у Королівський Політехнічний Інститут після того, як його покровителем став чоловік королеви Вікторії принц-консорт Альберт, чоловік королеви Вікторії.

### 1848
До основної будівлі прибудований театр, що став відомим своїми видовищними уявленнями, влаштовуються з допомогою «чарівного ліхтаря».

### 1881
Королівський Політехнікум був закритий 1881 року. Тоді ж був заснований Політехнікум Ріджент Стріт. Його повна назва була: Політехнічний Християнський Інститут молоді, Ріджент Стріт.
Засновником університету став Квентін Гогг, англійський торговець і філантроп. Його ім'я вказано на меморіальній дошці з наступним текстом «благодійник, який заснував Політехнікум в 1881—1882». Статуя Гогга розташована на вулиці Портланд Плейс в центрі Лондона, де встановлений меморіал викладачам і студентам, які загинули під час Першої світової війни.

## Структура
Університет Вестмінстера розділений на 4 містечка: три в центрі Лондона і один в північному районі Лондона — Гарроу, за 20 хвилин їзди в метро від центру міста. У Гарроу розташовані бізнес-школа, школа комп'ютерних технологій та факультет медіаіндустрії та дизайну. У кожному містечку є свої бібліотеки, комп'ютерні зали, їдальні. Бакалаврат та магістратура діють на наступних факультетах університету:
- Факультет архітектури та будівельної індустрії
- Факультет біологічних наук
- Юридичний факультет
- Факультет суспільних, гуманітарних наук та іноземних мов
- Факультет медіаіндустрії та дизайну
- Факультет загального охорони здоров'я
- Факультет електронних приладів та обчислювальної техніки
- Школа комп'ютерних технологій Гарроу
- Вестмінстерська бізнес-школа

## Радіостанція «Smoke Radio»
«Смоук» (англ. Smoke Radio) — студентська радіостанція Університету. Віщає у прямому ефірі зі студії, розташованої на факультеті медіаіндустрії в кампусі «Гарроу». Є членом Студентської Асоціації Радіомовлення. Радіостанцію заснували 2004 року студенти Джо Гаддоу, Тім Праєр, Сем Грегорі і Марк Джексон. Після чергового прийому студентів у вересні 2005 року станція перейшла на 24-годинний графік мовлення. З 2006 по 2008 роки радіостанція ставала неодноразовим переможцем і призером різних загальнонаціональних конкурсів серед студентських радіостанцій.

## Газета «The Smoke»
«Смоук» (англ. The Smoke) — газета Університету. Вперше вийшла 1992 року як журнал. 2006 року перейшла на формат газети, друкувалася раз в два тижні під час семестру. В даний момент газети містить такі рубрики: «Новини», «Коментарі», «Політика», «Медіа бізнес», «Кіно», «Музика», «Мистецтво та культура», «Мода», «Спорт», «Наука і технологія» та інші.